# Kanton Treignac
Kanton Treignac (francouzsky Canton de Treignac) je francouzský kanton v departementu Corrèze v regionu Limousin. Tvoří ho 12 obcí.

## Obce kantonu
- Affieux
- Chamberet
- L'Église-aux-Bois
- Lacelle
- Le Lonzac
- Madranges
- Peyrissac
- Rilhac-Treignac
- Saint-Hilaire-les-Courbes
- Soudaine-Lavinadière
- Treignac
- Veix